# Gare de Méricourt - Ribémont
Ne doit pas être confondu avec Gare de Coron-de-Méricourt.
La gare de Méricourt - Ribemont est une gare ferroviaire française de la ligne de Paris-Nord à Lille, située sur le territoire de la commune de Méricourt-l'Abbé, à proximité de Ribemont-sur-Ancre, dans le département de la Somme, en région Hauts-de-France.
C'est une halte ferroviaire de la Société nationale des chemins de fer français (SNCF), desservie par des trains TER Hauts-de-France.

## Situation ferroviaire
Établie à 40 m d'altitude, la gare de Méricourt - Ribemont est située au point kilométrique (PK) 146,837 de la ligne de Paris-Nord à Lille, entre les gares d'Heilly et de Buire-sur-l'Ancre.

## Fréquentation
De 2015 à 2020, selon les estimations de la SNCF, la fréquentation annuelle de la gare s'élève aux nombres indiqués dans le tableau ci-dessous.
| Année     | 2015   | 2016   | 2017   | 2018   | 2019   | 2020   |
| --------- | ------ | ------ | ------ | ------ | ------ | ------ |
| Voyageurs | 29 761 | 30 172 | 32 162 | 35 096 | 39 174 | 35 184 |

## Service des voyageurs

### Accueil
La halte est un point d'arrêt non géré (PANG) à accès libre.

### Desserte
Méricourt - Ribemont est desservie par des trains TER Hauts-de-France qui effectuent des missions entre les gares d'Amiens et d'Albert.

### Intermodalité
Le stationnement de véhicules est possible (15 places) à proximité de l'ancien bâtiment voyageurs.